# M113
 (mai 2015).
Si vous disposez d'ouvrages ou d'articles de référence ou si vous connaissez des sites web de qualité traitant du thème abordé ici, merci de compléter l'article en donnant les références utiles à sa vérifiabilité et en les liant à la section « Notes et références ».
Le M113 est un véhicule de transport de troupes adopté par l'US Army en 1960. Conçu et produit par la firme californienne FMC, il fut la bête de somme de l'infanterie motorisée américaine durant la guerre du Viêt Nam et est toujours largement utilisé dans les années 2020 par plusieurs armées.

## Développement initial et évolutions

### Contexte
La naissance des tactiques de Blitzkrieg pendant la Seconde Guerre mondiale rend nécessaire de faire évoluer l’infanterie au plus près des chars. Il n’existe toutefois pas de transport adapté : les camions classiques sont trop vulnérables et produire un véhicule de transport de troupes entièrement chenillé et blindé est hors des capacités industrielles de l’époque. Une solution intermédiaire est alors adoptée, le semi-chenillé, mais celui-ci montre rapidement ses limites, n’ayant pas les mêmes capacités de franchissement que les chars et laissant les troupes extrêmement vulnérables du fait du compartiment passager ouvert.
Les forces armées des États-Unis remplacent donc au début des années 1950 le M3 par le M75 APC, qui prend la forme d’une boîte blindée posée sur des chenilles. Le M75 est lui-même remplacé dès 1953 par le M59 APC, plus petit et moins cher. L’état-major américain n’étant toujours pas satisfait de ces véhicules, les recherches se poursuivent à partir de 1954 pour créer une famille de véhicules blindés partageant le même châssis et suffisamment légers pour être parachutés.

### Développement
Au début de l’année 1956 sont fixées les spécifications de trois véhicules répondant à ces attentes : le T113, pouvant transporter treize hommes, le T114, pouvant en transporter quatorze, et le T115, une petite automitrailleuse sur roue dont le développement n’ira pas plus loin. Le contrat de développement est attribué en mai 1956 à la FMC Corporation, qui avait déjà conçu le M59, afin de produire dix prototypes de véhicule blindé de transport de troupes, deux de véhicule d’artillerie armé de mortiers de 81 mm, trois de véhicule lanceur du missile antichar Dart et un châssis destiné à des expérimentations. Les transports de troupes doivent par ailleurs être de deux types différents, les premiers avec un blindage en aluminium et un moteur militaire tandis que les seconds doivent avoir un blindage en acier et un moteur du commerce.
FMC commence par produire la maquette du T113, qui est approuvée en octobre 1956. La production des prototypes commence alors, celui au blindage en aluminium conservant la désignation T113, tandis que celui fait en acier est appelé T117 pour éviter les confusions. Un prototype de chaque modèle est construit dans la première moitié de l’année 1957 et les essais débutent à l’automne. À la fin de ceux-ci, le Continental Army Command (CONARC), principal demandeur, fait réviser les exigences pour que le moteur soit moins cher et le véhicule mieux blindé, quitte à dépasser la masse initialement prévue. Par ailleurs, seul le projet du T113 est conservé, les autres étant abandonnés.
Deux nouveaux modèles sont donc conçus par FMC en 1958 : un léger, le T113E1, destiné aux parachutistes, et un lourd, le T113E2, devant équiper les divisions blindées. Quatre prototypes de chaque sont livrés en novembre 1958 et testés en janvier 1959. À l’issue des essais il est décidé de réduire un peu le blindage du T113E2 afin de lui permettre d’être largable en parachute et donc de remplir les deux rôles. Les correctifs ayant été effectués il est accepté pour le service le 2 avril 1959.

### Production et évolutions ultérieures

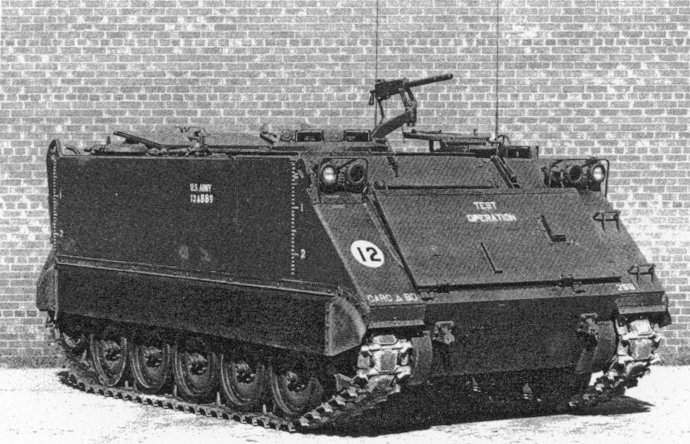
Un prototype du M113 en 1960.

La production du M113 débute en janvier 1960 chez FMC Corporation. Elle prend fin en 1968 après que 4 974 exemplaires ont été produits pour les forces armées des États-Unis et 9 839 à des fins d’exportation, pour un total de 14813 M113.
La première version du M113, à essence, fut remplacée dès 1964 par la version M113A1, à moteur Diesel. La dernière version fut le M113A3, sortie en 1987. Vendue à de nombreux pays alliés de Washington, elle était encore en 2008 en service dans une cinquantaine de pays. Plusieurs d'entre eux, dont Israël et la Turquie, l'ont profondément modifiée selon leurs besoins. Plus de 85 000 exemplaires furent produits au total en date de 2001 dont 32 000 pour l'US Army, avec le modèle final M113A4, ou MTVL, présenté en 1994. C'est une évolution de l'original offrant plus de longueur, 50 % d'espace supplémentaire dans un châssis avec une roue porteuse additionnelle et un moteur dont la puissance est portée à 400 ch, entre autres modifications. Cette version n'a pas été adoptée par les États-Unis, qui ont cessé de commander des M113 depuis 2007, mais est en service dans plusieurs armées du monde.
Début 2022, un grand nombre est encore utilisé dans des rôles de soutien tels qu'ambulance blindée, porte-mortier, véhicule du génie et un véhicule de commandement. Les brigades de combat lourdes de l'armée américaine sont équipées, à cette date, d'environ 6 000 M113 de diverses versions et de 4 000 M2 Bradley ; Ce véhicule de combat d'infanterie le remplaçant en première ligne depuis les années 1980.

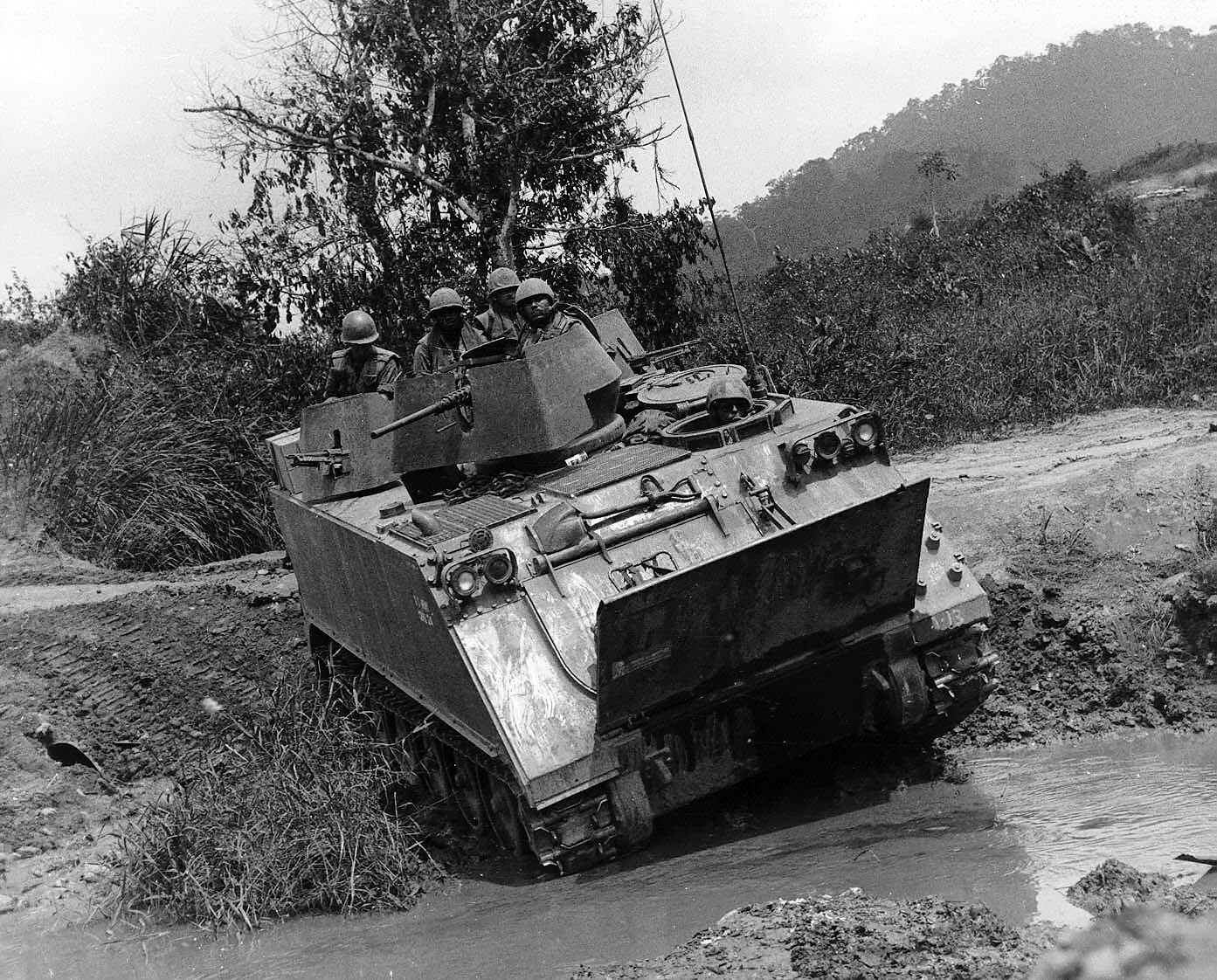
M113 ACAV au Sud Viêt Nam, 1966. La modification ACAV consistait en un bouclier blindé pour la mitrailleuse lourde principale et l'installation de deux autres pour des mitrailleuses Saco M60 supplémentaires.

Le Armored Multi-Purpose Vehicle, un dérivé du Bradley sans tourelle, commence à remplacer les M113 de soutien dans l'US Army à partir de 2023.

## Histoire opérationnelle
Le M113 a reçu son baptême du feu au Vietnam en 1962, lorsque le commandement américain a transféré 32 véhicules à l'armée sud-vietnamienne. Puis les Vietnamiens ont donné au M113 le surnom de "Green Dragon".
Lors de l'Invasion de l'Ukraine par la Russie, l''Ukraine reçoit près de 1000 M113 livrés par huit pays. Ils sont d'abord utilisés au sein de brigades nouvellement crées à la fin 2022 ou au cours de l'année 2023 telles que des 3e brigade et 5e brigade d'assaut, 32e brigade, 33e brigade, 43e brigade mécanisée, 66e brigade mécanisée, avant d'équiper des brigades plus anciennes comme les 10e brigade et 128e brigade d'assaut de montagne, les 24e brigade, 93e brigade et 115e brigade mécanisée, les 35e brigade et 36e brigade d'infanterie navale, le Bataillon Donbass (18e brigade Sloviansk), la 4e brigade de réaction rapide, le 49e bataillon d'assaut. Environ 100 ont été détruits et 15 capturés.
En 2024, l'armée israélienne aurait converti plusieurs véhicules M113 en véhicules explosifs télécommandés lors d'opérations au Liban.

## Caractéristiques

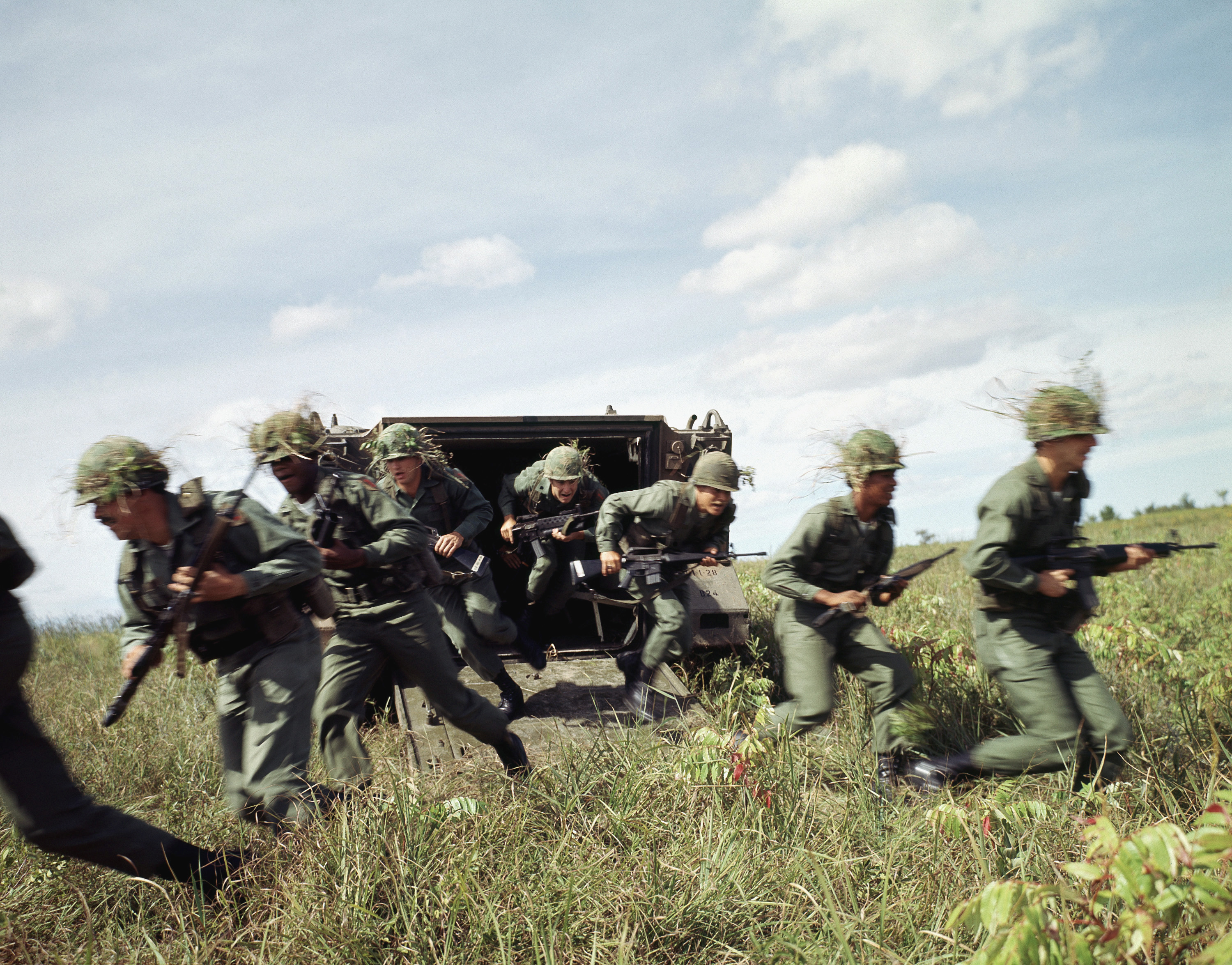
Groupe de combat de l'US Army descendant d'un M113 en 1985.

Destiné à accompagner sur le champ de bataille le char M60, Le M113 peut transporter 11 soldats et leur équipement. Son équipage comprend un chauffeur et un chef de char-mitrailleur. Il est conçu sur la base d'une coque en alliage d'aluminium 5083 qui est aussi résistante et plus légère qu'une coque en acier. L'alliage du blindage, dont la part dans la masse totale du véhicule atteint 40%, est constitué à 94 % d'aluminium, d'environ 4,5 % de magnésium, de 0,6 a 0,8 de chrome, de jusqu'à 0,1% de titane, et d'autres éléments.
Cet avantage lui permet notamment d'avoir une charge utile importante, d'être aéroportable, de flotter et d'utiliser un moteur de puissance modeste. Il disposait à l'origine d'une simple mitrailleuse Browning M2.
Son principal défaut, qui se révélera aux Américains durant la guerre du Vietnam, est sa vulnérabilité aux roquettes antichars et aux mines. Ce défaut se doublait d'une tendance à exploser dès l'impact, tuant les passagers. Les soldats préféraient donc souvent s'installer sur le véhicule, s'exposant ainsi aux tirs, plutôt que dans le blindé, où l'expérience montrait qu'ils avaient assez peu de chances de survivre à un tir de roquette. Il ne disposait pas à l'origine d'un système de ventilation.
Le surnom "zippo" ne vient pas du fait qu'il explose facilement au contact d'une roquette antichar mais un surnom donné à la version M132 lance-flamme (en).
Bien que vulnérable, il est l'un des blindés légers les plus vendus et utilisés dans le monde car il possède quelques points forts : être léger et transportable par avion-cargo (C-130 entre autres), parachutable, amphibie.

## Variantes

### Appui feu

#### M132 Self-Propelled Flame Thrower
Au cours de la guerre du Viêt Nam le besoin se fait sentir de disposer d’un véhicule blindé lance-flammes. Des kits comprenant le lance-flammes M10-8 et pouvant s’adapter sur le M113 sont produits à partir de 1962 puis un véhicule dédié, le M132, est rapidement mis en production par FMC. La production prend fin en 1965 après que 351 exemplaires ont été produits, dont 150  de la version améliorée M132A1 dotée notamment d’un moteur Diesel. Le M132 a été retiré du service avant 1983.
Le M132 est armé d’un lance-flammes M10-8 installé à l’emplacement de la coupole du chef de char, tandis qu’un réservoir de 750 L occupe le compartiment arrière, ce qui est suffisant pour trente secondes d’utilisation. La portée effective est d’environ 130 m.

### Artillerie

#### M106 Armored Self-Propelled107mmMortar
Le M106 est un M113 modifié afin de pouvoir embarquer un mortier M30 de calibre 107 mm, qui tire depuis l’intérieur du véhicule. Pour ce faire le toit a été percé d’une grande trappe circulaire. Le plancher et la suspension sont également modifiés afin de pouvoir encaisser le choc des tirs. Le tube pointe vers l’arrière avec un débattement limité à 46° vers la gauche et la droite. Le M106A1 est une version améliorée produite à partir de 1965 et basée sur le M113A2. Elle bénéficie de ses améliorations, mais emporte moins de munitions : 88 obus contre 93 sur le M106.

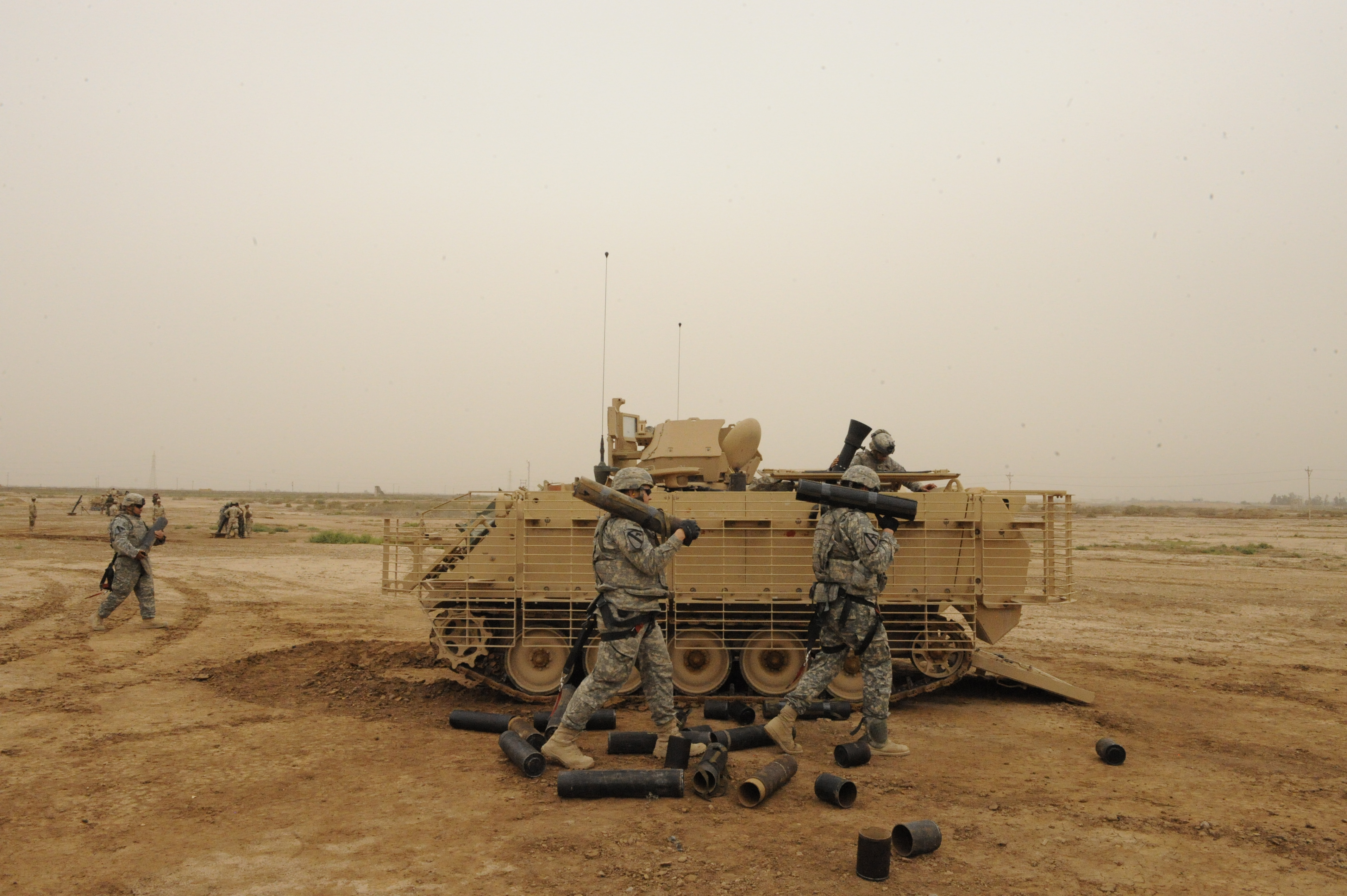
M113 avec mortier rn 2009

Le M106 a été exporté vers de nombreux pays, dont plusieurs l’ont modifié afin de pouvoir emporter d’autres types de mortiers : l’Allemagne de l’Ouest utilise ainsi un mortier Tampella, la Suisse un M64 ou Israël un Soltam.

#### M125 Armored Self-Propelled81mmMortar
Le M125 est similaire au M106, mais emporte un mortier de plus petit calibre, le M29 de 81 mm. Sa plus petite taille permet toutefois de tirer dans toutes les directions. Tout comme le M106, une version améliorée, le M125A1 est produite à partir de 1965 sur la base du M113A2. En revanche, à l’inverse du M106, l’emport en munitions n’est pas affecté et reste de 114  obus sur les deux versions. Au sein de l’US Army, le mortier M29 est remplacé ultérieurement par le mortier britannique L16, dénommé M252, dont les performances sont meilleures.

#### M667 Lance
Le M667 Lance est en réalité deux véhicules : le lanceur de missiles M752 et son ravitailleur le M688. Le M752 tire le missile tactique sol-sol MGM-52C, qui peut emporter une charge conventionnelle ou nucléaire et a une portée maximale de 120 km. Le M667 a été largement exporté, le Royaume-Uni, l’Allemagne de l’Ouest, l’Italie ou encore Israël en ayant fait l’acquisition.

### Défense antiaérienne

#### M48 Chaparral Forward Area Air-Defense Missile System
Le M48 Chaparral est un véhicule de défense aérienne développé au milieu des années 1960 par la division Aeronutronic de Ford Aerospace and Communications Corporation. Produit à partir de 1966, il entre en service dans l’US Army en 1969. Utilisé avec le M163 Vulcan au sein des bataillons de défense aérienne, il reste en service dans l’armée américaine jusque dans les années 1990. Il a également fait l’objet d’exportations, notamment vers Israël.
Le M48 est composé de deux éléments : un véhicule porteur, le M730 Chaparral Missile Carrier, qui est dérivé du M548, et un lance-missiles, le M54 Missile Launch Station. Celle-ci tire le missile MIM-72, une version adaptée du missile air-air Sidewinder 1C, qui fait à partir des années 1970 l’objet de plusieurs améliorations.

#### M16320mmVulcan Air-Defense Gun
Le M163A1 Vulcan, aussi appelé VADS pour Vulcan Air-Defense Gun System, est un véhicule destiné à la lutte antiaérienne en complément du M48 Chaparral, avec lequel il opère au sein des bataillons de défense aérienne. Son développement débute en 1964 au sein de la division Air Equipment de la General Electric Company. La production débute en 1967 et le M163 entre au service dans l’US Army en août 1968. Le M163 et sa version améliorée M163A1 ont été utilisés pendant la guerre du Viêt Nam par les États-Unis et exportés notamment au Maroc, qui en a fait usage contre le Polisario, et en Israël qui l’a déployée pendant la guerre du Kippour.
Le M163 est composé du M741 Vulcan Weapon Chassis, un M113 dont la suspension est adaptée à un usage d’artillerie, et du système VADS comprenant un radar et un canon à tubes rotatifs M161A1 de 20 mm. Le M163 embarque 2 100 obus, un nombre relatif au regard de la cadence de tir maximale du M161A1 qui est de 3 000 obus par minute. Deux types d’obus sont employés : le M246 HEIT contre les cibles aériennes et le M56A3 HEI contre les cibles terrestres. Les deux principales différences entre les deux sont que le premier est doté d’un traceur chimique et a une portée limitée à 1 600 m par sa fusée de proximité équipée d’un mécanisme d’autodestruction afin d’éviter les accidents, tandis que le second possède une fusée de contact sans autodestruction et donc une portée plus importante de 4 000 m.

#### M727 HAWK Self-Propelled Surface-to-Air Missile System
Le M727 est un véhicule de défense aérienne développé à partir de 1966 afin de donner davantage de mobilité au missile HAWK. Ces derniers ont été remplacés par une version améliorée en 1972. Seuls les États-Unis et Israël ont acquis ce système.

#### Tracked Rapier
Le Tracked Rapier est un véhicule de défense aérienne mis au point par le Royaume-Uni sur la base du M548, dénommée RCM748. Le véhicule blindé tire le missile sol-air Rapier. Le véhicule est généralement accompagné d’un M548 pouvant le ravitailler en munitions une fois les huit missiles du lanceur épuisés. Le Tracked Rapier a notamment été utilisé pendant la guerre des Malouines.

### Support

#### M548 Cargo Carrier
Le développement du M548 débute en 1960 afin de fournir à l’US Army un véhicule capable de transporter du matériel hors-route. Après un premier essai infructueux utilisant des composants du M113, un deuxième essai est fait sur la base du M113A1. Le véhicule est accepté pour le service en 1965 et sa production débute la même année chez FMC. Plusieurs versions améliorées sont produites dans les décennies suivantes et le M548 sert également de base à de nombreux véhicules dérivés.
Le M548 dispose du même châssis que le M113A1, avec toutefois quelques modifications liées à la masse plus importante du véhicule lorsqu’il est chargé. Ni la cabine de conduite à l’avant ni l’espace cargo à l’arrière ne sont blindés. Le véhicule peut transporter une charge maximale de six tonnes.

#### XM45E1
Le XM45E1 est un véhicule dérivé du M548. Sa principale particularité par rapport à ce dernier est d’être blindé afin de pouvoir servir de transport de munitions sur le champ de bataille. Il a notamment été utilisé avec un citerne comme ravitailleur pour la lance-flammes automoteur M132.

#### M577 Carrier, Command Post: Light Tracked
Le M577 est un poste de commandement mobile développé à partir du début de l’année 1962. Entrée en service en mars 1963, sa production débute en novembre 1962 et s’achève en mai 1963 après que 270 exemplaires ont été fabriqués. Le M577A1 est une amélioration basée sur le M113A1, de même que le M577A2 est basé sur le M113A2.

#### M981 Fire Support Team Vehicle (FISTV)
Le M981 est un véhicule basé sur le M113A2 et destiné à servir de plateforme d’observation avancé pour les observateurs d’artillerie. Il est visuellement très proche du M901, mais le lance-missiles de ce dernier abrite ici des capteurs et un illuminateur laser permettant de guider des projectiles comme l’obus M712 Copperhead (en) ou des missiles jusqu’à leur cible.

#### Modification sur le terrain
Variante du véhicule blindé d'assaut de cavalerie M113 (ACAV)

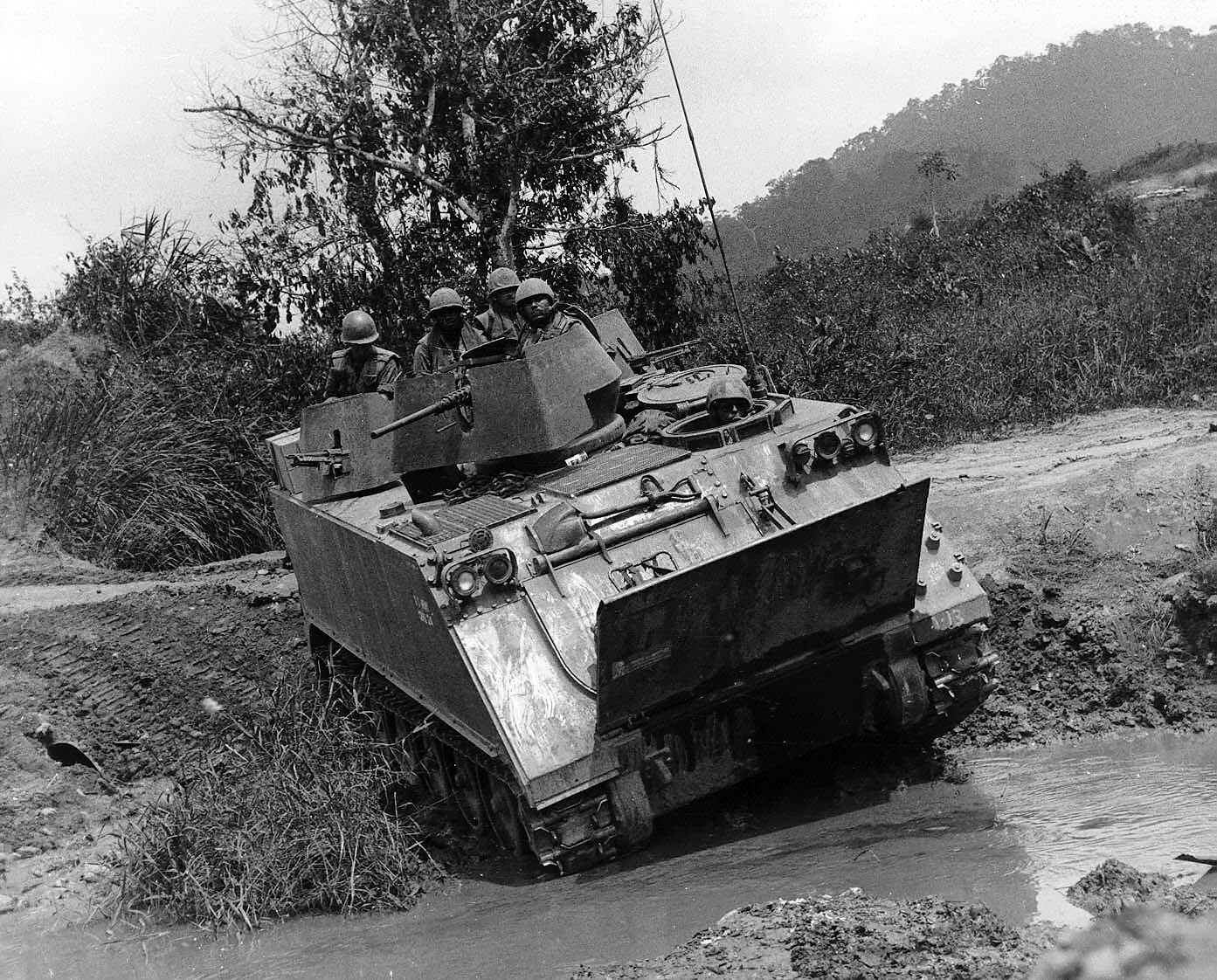
Un M113 ACAV au Viêt Nam, 1966

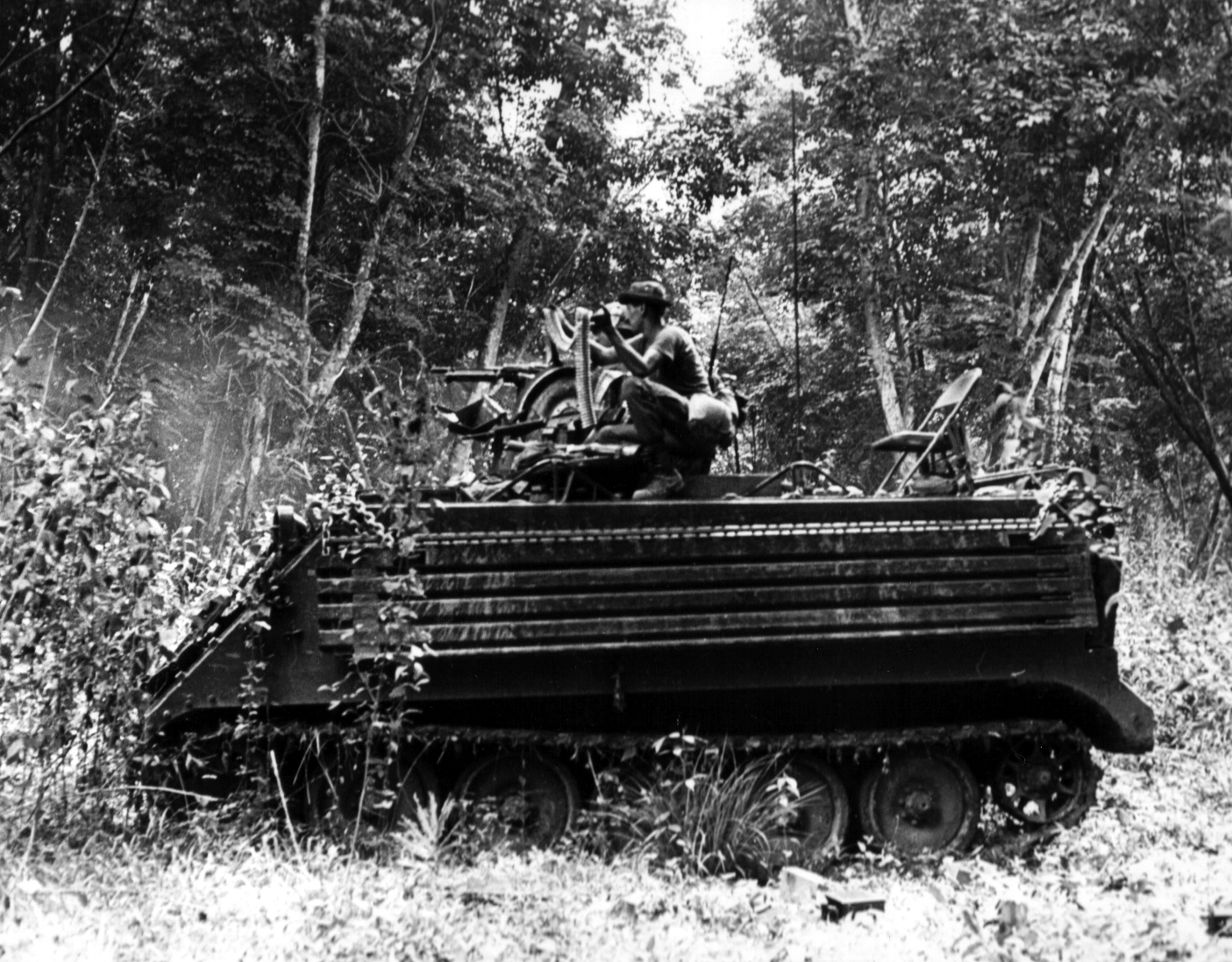
Ce M113 américain a été équipé d'un bordage en acier creux le long des flancs afin d'améliorer la protection contre les armes à charge creuse.

Le " véhicule blindé d'assaut de cavalerie " ou "armored cavalry assault vehicle - ACAV " est un concept et une modification de terrain mis au point par l'ARVN en 1963 pendant la guerre du Viêt Nam. Les troupes de l'ARVN utilisaient le véhicule blindé de transport de troupes M113 comme véhicule de combat d'infanterie et, le plus souvent, comme char d'assaut léger en combattant monté plutôt que comme " taxi de combat " comme l'exigeait la doctrine de l'armée américaine.
Après avoir constaté que les positions du commandant et de l'écoutille de chargement étaient extrêmement exposées et que le commandant et les troupes étaient donc vulnérables aux tirs ennemis, les ingénieurs sud-vietnamiens ont trouvé un remède simple et bon marché à ce problème : dans un premier temps, des boucliers et des supports pratiques ont été fabriqués à partir de navires coulés, mais il s'agissait de métal mou qui pouvait être pénétré par des tirs d'armes de petit calibre. On a ensuite utilisé des blindages provenant de véhicules blindés mis au rebut. Cela a bien fonctionné et, à la fin de 1964, tous les ACAV de l'ARVN étaient équipés de boucliers de canon.
Pour l'armée de terre américaine (US Army), des ensembles d'ACAV ont été produits industriellement à Okinawa pour la mitrailleuse M2 de 12,7 millimètres (0,50 in) et les positions arrière et tribord de la mitrailleuse M60. Le kit comprenait des boucliers et un blindage circulaire de la tourelle pour la mitrailleuse M2 de 12,7 mm du commandant, ainsi que deux mitrailleuses M60 supplémentaires de 7,62 mm, également équipées de boucliers, installées de part et d'autre de l'écoutille de chargement supérieure. Ce kit pouvait être installé sur n'importe quel M113.
Les kits ACAV étaient parfois montés sur le porte-mortier M106, mais le hayon arrière différent de ce véhicule nécessitait que la mitrailleuse M60 gauche soit montée à l'arrière plutôt que sur le côté. De nombreux kits ont été ajoutés sur le terrain, mais au moins dans le cas du 11e régiment de cavalerie blindée, les véhicules avaient leurs kits ACAV installés aux États-Unis avant leur déploiement au Viêt Nam en 1966 depuis Fort Meade, Maryland. Un blindage supplémentaire sous la forme d'un kit de protection contre les mines sous la coque était également souvent installé.

### Variantes civiles
- NASA, 4 M113 en service pour l'évacuation d'urgence des équipages au Centre spatial Kennedy.
- Plusieurs services de police aux États-Unis.
- Service départemental d'incendie et de secours de la Haute-Corse (SDIS 2B), dispose depuis 2011[29] de deux M113 MICNA (Module d’Intervention face aux risques Climatiques, Naturels et Anthropiques). Les véhicules construits sur une base de M113 sont équipés d'une cuve de 3 800 litres et d'une lance canon. Leur équipage se compose d'un conducteur et un servant pour la lance-canon. Il est destiné à la lutte contre les feux de forêts dans des zones difficiles d'accès[30].

### Liste des utilisateurs
| Pays               | Nombre d’exemplaires en 1983 | Nombre d’exemplaires en 2023 | Années de service                                                                            | Remarques |
| ------------------ | --- | ---------------------------- | -------------------------------------------------------------------------------------------- | --- |
| Allemagne          | 3 800 (1983) | 77                           | Entrés en service en Allemagne de l'Ouest en 1962                                            | Modèles M113A1, M113A2, M106A1, M577A1. 2 380 en réserve en 2022. |
| Arabie saoudite    | 900 (1983) | 1190                         |                                                                                              | |
| Argentine          | 140 (1983) | 388                          | Entrés en service en 1967.                                                                   | |
| Australie          | 791 (1983) | 416                          | Début avant 1983                                                                             | |
| Bahreïn            | 339 M113A2 + 67 AIFV | 312                          | Début après 1983                                                                             | M113A2, 25 YPR-765 ex-néerlandais livrés en 1996, 42 AIFV ex-belges livrés en 2008 |
| Belgique           | 525 M113AB + 514 AIFV | 0                            | Commande en 1979, Les premiers AIFV sont livrés en 1982 et entrent en service actif en 1985. | En 2012, il reste en ligne 136 AIFV-B et 190 M113. Retiré du service actif. 83 AIFV et 232 M113 en réserve en 2022 |
| Bénin              | | 22                           |                                                                                              | |
| Bolivie            | 14 (1983) | 50                           | Début avant 1983                                                                             | |
| Bosnie-Herzégovine | | 20                           |                                                                                              | |
| Brésil             | 600 (1983) | 626                          | Début avant 1983                                                                             | |
| Canada             | 800 (1983) | 235                          | Début avant 1983                                                                             | |
| Cambodge           | | Ignoré                       |                                                                                              | |
| Chili              | 300 | 306                          | Début avant 1983                                                                             | |
| Colombie           | 25 (1983) | 54                           | Entrés en service en 1977.                                                                   | |
| Corée du Sud       | | 420                          |                                                                                              | |
| Costa Rica         | | 0                            | Début avant 1983                                                                             | |
| Danemark,          | 670 (1983) 125 (2021) | 0                            | 1964 - fin des années 2010                                                                   | |
| Égypte             | 900 (1983) | 2000                         | Entrés en service en 1980                                                                    | Modèles M113A2n M577A2, M548 et M901. |
| Équateur           | 20 (1983) | 20                           | Entrés en service en 1966                                                                    | |
| Espagne,           | 750 (1983) 1 250 (2022) | 465                          | 1969-prévu jusqu’en 2035                                                                     | En passe d'être remplacé par le Véhicule d'appui chenillé commandé en 2023. |
| États-Unis         | 24 000 (1983) | 5859 actif (8000 en réserve) |                                                                                              | Dernière commande en 2007. |
| Éthiopie           | 28 (1983) | 0                            | Début avant 1983                                                                             | |
| Grèce              | 700 (1983) | 1846                         | Début avant 1983                                                                             | |
| Guatemala          | 10 (1983) | 15                           | Début avant 1983                                                                             | |
| Haïti              | 12 (1983) | 0                            | Début avant 1983                                                                             | |
| Indonésie          | | 149                          |                                                                                              | |
| Iran               | 600 (1983) | 200                          | Début avant 1979                                                                             | Livraison sous l'État impérial d'Iran. |
| Irak               | | 500                          | Début avant 1983                                                                             | Capturés à l’Iran. |
| Israël             | 6 500 (1983) | 500 actif (5000 en réserve)  | Début avant 1983                                                                             | |
| Italie             | 3 500 (1983) | 25                           | Début avant 1983                                                                             | La majeure partie a été produite sous licence par Oto-Melara qui a en construit plus de 4 000 également destinées à l'exportation. Le VCC-1 Camillino inclus dans le chiffre de 1983 est construit à 600 unités, plus 200 exportés en Arabie saoudite. 1 200 M113 sont convertis en VCC-2. |
| Jordanie           | 991 (1983) | 370                          | Début avant 1983                                                                             | Modèles M113A1, M113A2, M163 et M901. |
| Koweït             | 206 (1983) | 230                          | Début avant 1983                                                                             | ~ 200 M113A2 lors du l'invasion du Koweït par l'Irak en 1990. Stock renouvelé après la guerre du Golfe de 1991 |
| Laos               | |                              | Début avant 1983                                                                             | |
| Liban              | 307 (1983) | 1274                         | 1980 - après 1983                                                                            | M-113A1/A2 dont M-113A1 TOW. 200 livrés en janvier 2013 |
| Libye              | 100 (1983) |                              | Début avant 1983                                                                             | Véhicules construits sous licence par Oto-Melara. |
| Lituanie,          | 154 M113A1 et 200 M113A2 (vers 2006) 234 M113A1 et 26 M577 (2021)                                                                   | 260                          | 2000 - Retirés du service à la fin des années 2010                                           | 354 véhicule achetés à l’Allemagne avant 2006 mais tous n’étaient pas en état de marche. |
| Macédoine          | | 27                           |                                                                                              | |
| Maroc              | 548 (1983) | 819                          | Début avant 1983                                                                             | |
| Nouvelle-Zélande   | 66 (1983) | 0                            | Début avant 1983                                                                             | |
| Norvège            | 120 (1983) | 323                          | Début avant 1983                                                                             | |
| Pakistan           | 850 (1983) | 2300                         | Début avant 1983                                                                             | |
| Pays-Bas           | 800 (1983) |                              | Début avant 1983                                                                             | À ce chiffre s’ajoute l’AIFV, un lointain dérivé du M113. |
| Pérou              | 300 (1983) | 120                          | Début avant 1983                                                                             | |
| Philippines        | 49 (1983) 50 M113A1, 114 M113A2, 6 M113A2+, 20 M125A2, 14 M113A2+ FSV, 4 M113A1 FSV, 4 M113A2+ IFV, 38 AIFV-25, 13 PIFV-12.7 (2022) | 218                          | Entrée en service en 1967                                                                    | 15 M113A1 acquis en 1967, 20 en 1976, 25 en 1978, 20 en 1980 puis 48 en 2006, environ 150 exemplaires restent en service. 51 AIFV livrés en 1979-1980 emportant soit un canon de 25 mm soit une mitrailleuse. 114 anciens M113A2 standard de l'armée américaine reçus en 2015, tous mis en service en janvier 2016. 44 des M113A2 ont été mis à niveau et équipés avec le tourelleau Elbit 12,7 mm, tandis que 5 M113A2 ont été convertis en porte-mortiers blindés M125A2 avec le mortier Soltam Cardom 81 mm. 15 autres porte-mortiers blindés M125A2 équipés de mortiers Soltam Cardom de 120 mm ont été commandés en février 2019 auprès d'Elbit Systems et livrés en décembre 2021. 18 M113 équipés d'une tourelle et canon L23A1 de 76 mm des FV101 Scorpion retirés du service. 4 avec une tourelle UT25 dotée d'un canon Bushmaster de 25 mm. |
| Portugal,          | 138 (1983) 237 (2021) | 207                          | Début avant 1983 - encore en service en 2023                                                 | |
| Royaume-Uni        | Début avant 1983 | 0                            |                                                                                              | Variantes Lance et Tracked Rapier uniquement. |
| Salvador           | |                              | Début avant 1983                                                                             | |
| Singapour          | 727 (1983) | 800                          | Début avant 1983                                                                             | |
| Somalie            | Début avant 1983 | Ignoré                       |                                                                                              | |
| Soudan             | 66 (1983) | 36                           | Vers 1983                                                                                    | |
| Suisse,            | 1 475 (1983) 308 (2022) | 329                          | Livraison en 1963, entre en service en 1964 - encore en service en 2023                      | La dénomination locale est Schutzenpanzer 63 (SPz 63) et SPz 63/73 pour 520 exemplaires armés d’un canon Hispano-Suiza HS-404 de 20 mm. |
| Taïwan             | 248 (1983) | 650                          | Début avant 1983                                                                             | Une version locale, le CM-21, est construit à partir de 1979 à 250 unités. |
| Thaïlande          | 424 (1983) | 440                          | Début avant 1983                                                                             | |
| Tunisie            | 161 (1983) | 140                          | Début avant 1983                                                                             | |
| Turquie            | 2 000 (1983) | 2813                         | Début avant 1983                                                                             | La plupart ont été offerts dans le cadre de Military Assistance Program. |
| Ukraine,           | n/d | 958                          | Début en 2022                                                                                | Des exemplaires de plusieurs modèles ont été promis par divers pays dont 300 par les États-Unis en avril 2023. Depuis le début de l'Invasion de l'Ukraine par la Russie, les États-Unis ont livrés 600 M113 + 300 sanitaires, la Lituanie 100, le Portugal 42, l'Espagne 60, le Royaume-Uni 46, l'Australie 56 M113AS4, le Danemark et l'Allemagne 54 M113G3DK/G4DK soit un total de 958 M113 et 300 en version sanitaires. |
| Uruguay            | 15 (1983) | 24                           |                                                                                              | |
| Vietnam            | | 200                          |                                                                                              | Véhicules pris à l’armée de la République du Viêt Nam. |
| Yémen              | 50 (1983) |                              | Début avant 1983                                                                             | Financés par l’Arabie saoudite. |
| Zaïre              | 54 (1983) |                              | Début avant 1983                                                                             | |

### Données techniques
| Modèle                     | M113        | M113A1      | M113A2      | M113A3      |
| -------------------------- | ----------- | ----------- | ----------- | ----------- |
| Longueur hors tout         | 4,86 m      | 4,86 m      | 5,30 m      | 5,30 m      |
| Largeur hors tout          | 2,69 m      | 2,69 m      | 2,69 m      | 2,69 m      |
| Hauteur                    | 2,50 m      | 2,50 m      | 2,52 m      | 2,55 m      |
| Garde au sol               | 0,41 m      | 0,41 m      | 0,43 m      | 0,43 m      |
| Longueur de contact au sol | 2,67 m      | 2,67 m      | 2,67 m      | 2,67 m      |
| Masse à vide               | 9 144 kg    | 9 466 kg    | 10 324 kg   | 10 832 kg   |
| Masse en ordre de combat   | 10 387 kg   | 10 923 kg   | 11 739 kg   | 12 338 kg   |
| Pression au sol            | 0,51 kg/cm2 | 0,53 kg/cm2 | 0,57 kg/cm2 | 0,69 kg/cm2 |

| Modèle                                 | M113                                                                    | M113A1                                                                         | M113A2                                                                         | M113A3                                                                          |
| -------------------------------------- | ----------------------------------------------------------------------- | ------------------------------------------------------------------------------ | ------------------------------------------------------------------------------ | ------------------------------------------------------------------------------- |
| Motorisation                           | Chrysler 75M 8 cylindres en V (5 912 cm3) à refroidissement par liquide | General Motors 6V53 6 cylindres en V (5 211 cm3) à refroidissement par liquide | General Motors 6V53 6 cylindres en V (5 211 cm3) à refroidissement par liquide | General Motors 6V53T 6 cylindres en V (5 211 cm3) à refroidissement par liquide |
| Puissance brute                        | 215 hp à 4 000 tours par minute                                         | 212 hp à 2 800 tours par minute                                                | 212 hp à 2 800 tours par minute                                                | 275 hp à 2 800 tours par minute                                                 |
| Puissance massique brute               | 18,8 hp/t                                                               | 17,6 hp/t                                                                      | 16,4 hp/t                                                                      | 20,2 hp/t                                                                       |
| Transmission                           | Allison TX-200-2A six vitesses avant et une arrière                     | Allison TX-100 trois vitesses avant et une arrière.                            | Allison TX-100 trois vitesses avant et une arrière.                            | Allison X-200-4 ou X-200-4A                                                     |
| Suspension                             | barres de torsion                                                       | barres de torsion                                                              | barres de torsion                                                              | barres de torsion                                                               |
| Type de carburant                      | essence MIL G-3056B                                                     | gazole MIL-VV-F-800                                                            | gazole MIL-VV-F-800                                                            | gazole MIL-VV-F-800                                                             |
| Contenance des réservoirs de carburant | 303 L                                                                   | 360 L                                                                          | 360 L                                                                          | 360 L                                                                           |
| Vitesse maximale sur route             | 64 km/h                                                                 | 64 km/h                                                                        | 64 km/h                                                                        | 64 km/h                                                                         |
| Vitesse maximale dans l’eau            | 6 km/h                                                                  | 6 km/h                                                                         | 6 km/h                                                                         | 6 km/h                                                                          |
| Autonomie sur route                    | env. 322 km                                                             | env. 483 km                                                                    | env. 483 km                                                                    | env. 483 km                                                                     |
| Franchissement hauteur                 | 0,61 m                                                                  | 0,61 m                                                                         | 0,61 m                                                                         | 0,61 m                                                                          |
| Franchissement largeur                 | 1,68 m                                                                  | 1,68 m                                                                         | 1,68 m                                                                         | 1,68 m                                                                          |
| Franchissement profondeur              | flotte                                                                  | flotte                                                                         | flotte                                                                         | 1,02 m, peut flotter en cas d’urgence                                           |
| Franchissement pente                   | 60%                                                                     | 60%                                                                            | 60%                                                                            | 60%                                                                             |
| Rayon de braquage                      | 7,92 m                                                                  | 7,92 m                                                                         | 7,92 m                                                                         | tourne sur place                                                                |

| Modèle             | M113                                                                         | M113A1                                                                       | M113A2                                                                       | M113A3                                                                                                  |
| ------------------ | ---------------------------------------------------------------------------- | ---------------------------------------------------------------------------- | ---------------------------------------------------------------------------- | --- |
| Type               | plaques de blindage en aluminium laminé 5083/5086 H32 assemblées par soudure | plaques de blindage en aluminium laminé 5083/5086 H32 assemblées par soudure | plaques de blindage en aluminium laminé 5083/5086 H32 assemblées par soudure | Idem précédents + revêtement kevlar interne et possibilité d’installer un blindage additionnel en acier |
| Caisse glacis haut | 38 mm à 45°                                                                  | 38 mm à 45°                                                                  | 38 mm à 45°                                                                  | 38 mm à 45°                                                                                             |
| Caisse glacis bas  | 38 mm à 30°                                                                  | 38 mm à 30°                                                                  | 38 mm à 30°                                                                  | 38 mm à 30°                                                                                             |
| Caisse côtés haut  | 44 mm à 0°                                                                   | 44 mm à 0°                                                                   | 44 mm à 0°                                                                   | 44 mm à 0°                                                                                              |
| Caisse côtés bas   | 32 mm à 0°                                                                   | 32 mm à 0°                                                                   | 32 mm à 0°                                                                   | 32 mm à 0°                                                                                              |
| Caisse arrière     | 38 mm à 9°                                                                   | 38 mm à 9°                                                                   | 38 mm à 9°                                                                   | 38 mm à 9°                                                                                              |
| Caisse toit        | 38 mm à 90°                                                                  | 38 mm à 90°                                                                  | 38 mm à 90°                                                                  | 38 mm à 90°                                                                                             |
| Plancher           | 29 mm à 90°                                                                  | 29 mm à 90°                                                                  | 29 mm à 90°                                                                  | 29 mm à 90°                                                                                             |

| Modèle                       | M113                                                                   | M113A1                                                                 | M113A2                                                                 | M113A3                                              |
| ---------------------------- | ---------------------------------------------------------------------- | ---------------------------------------------------------------------- | ---------------------------------------------------------------------- | --------------------------------------------------- |
| Armement principal           | 1x mitrailleuse M2 HMG sur la coupole du commandant                    | 1x mitrailleuse M2 HMG sur la coupole du commandant                    | 1x mitrailleuse M2 HMG sur la coupole du commandant                    | 1x mitrailleuse M2 HMG sur la coupole du commandant |
| Munitions armement principal | 2000 cartouches de .50 BMG                                             | 2000 cartouches de .50 BMG                                             | 2000 cartouches de .50 BMG                                             | 2000 cartouches de .50 BMG                          |
| Radio                        | AN/GRC-3, AN/VRC-24, AN/GRC-19, AN/VRQ-1, AN/PRC8, AN/GRR-5, AN/VRC-12 | AN/GRC-3, AN/VRC-24, AN/GRC-19, AN/VRQ-1, AN/PRC8, AN/GRR-5, AN/VRC-12 | AN/GRC-3, AN/VRC-24, AN/GRC-19, AN/VRQ-1, AN/PRC8, AN/GRR-5, AN/VRC-12 | AN/VRC-12                                           |